# Дем'яненко Олена Вікторівна
Оле́на Ві́кторівна Дем'я́ненко (нар. 8 травня 1966) — українська кінорежисерка, кінопродюсерка, сценаристка. Член Національної спілки кінематографістів України, Української кіноакадемії (з 2017) та Європейської кіноакадемії (з 2018). 

## Біографічні відомості
Народилася 8 травня 1966 р. у Львові. 1990 року закінчила Київський інститут театрального мистецтва ім. Карпенка-Карого.

## Фільмографія

### Режисер-постановник
Телебачення
- 1993 — «Айтварас» (к/м, автор сценарію)
- 1994 — «Жорстока фантазія» (автор сценарію; Україна—Литва)
- 1998 — «Дві Юлії» (автор сценарію. Приз «Золота корона» Міжнародного кінофестивалю, Касабланка, Марокко; Приз журі критиків Міжнародного кінофестивалю «Кіношок», Анапа; Приз «Арсенал» за найкращий фільм року, Київ)
- 2003 — «Завтра буде завтра» (т/с, у співавт.; Росія—Україна)
- 2005 — «Казароза» (3-серійний фільм, Росія)
- 2011—2013 — «Маяковський. Два дні» (т/с, у співавт. з Дмитром Томашпольським, Росія)

Повнометражні фільми
- 2013 — «F63.9 Хвороба кохання» (у співавт. з Дмитром Томашпольським)
- 2016 — «Моя бабуся Фані Каплан»
- 2019 — «Гуцулка Ксеня» (автор сценарію)

### Кінопродюсер
- 2017 — «Ржака»
- 2019 — «Гуцулка Ксеня»

## Громадська позиція
У 2018 підтримала звернення Європейської кіноакадемії на захист ув'язненого у Росії українського режисера Олега Сенцова.